# Deutsche Badmintonmeisterschaft 1976
Die Deutsche Badmintonmeisterschaft 1976 fand vom 20. bis zum 22. Februar 1976 in Duisburg-Rheinhausen statt.

## Medaillengewinner
| Disziplin    | Gold                                                            | Silber                                                         | Bronze                                                                         |
| ------------ | --------------------------------------------------------------- | -------------------------------------------------------------- | ------------------------------------------------------------------------------ |
| Herreneinzel | Michael Schnaase (1. BV Mülheim)                                | Wolfgang Bochow (1. DBC Bonn)                                  | Karl-Heinz Zwiebler (1. BC Beuel)                                              |
| Dameneinzel  | Marieluise Wackerow (1. BC Beuel)                               | Gudrun Ziebold (1. DBC Bonn)                                   | Antonie Schwabe (1. BV Mülheim)                                                |
| Herrendoppel | Willi Braun (VfL Wolfsburg) Roland Maywald (1. BC Beuel)        | Horst Lösche (1. BV Mülheim) Michael Schnaase (1. BV Mülheim)  | Torsten Winter (PSV Grün-Weiß Wiesbaden) Hugo Wilmes (PSV Grün-Weiß Wiesbaden) |
| Damendoppel  | Eva-Maria Kranz (1. BC Beuel) Marieluise Wackerow (1. BC Beuel) | Karin Kucki (1. BV Mülheim) Vera Martini (TuS Wiebelskirchen)  | Brigitte Steden (VfL Bochum) Gudrun Ziebold (Merscheider TV)                   |
| Mixed        | Wolfgang Bochow (1. DBC Bonn) Marieluise Wackerow (1. BC Beuel) | Karl-Heinz Garbers (1. BV Mülheim) Karin Kucki (1. BV Mülheim) | Roland Maywald (1. BC Beuel) Eva-Maria Kranz (1. BC Beuel)                     |